# Leptataspis flavomarginata
Leptataspis flavomarginata is een halfvleugelig insect uit de familie schuimcicaden (Cercopidae). De wetenschappelijke naam van deze soort is voor het eerst geldig gepubliceerd in 1927 door Schmidt.